# オーブリー・ド・ヴィアー (第20代オックスフォード伯爵)

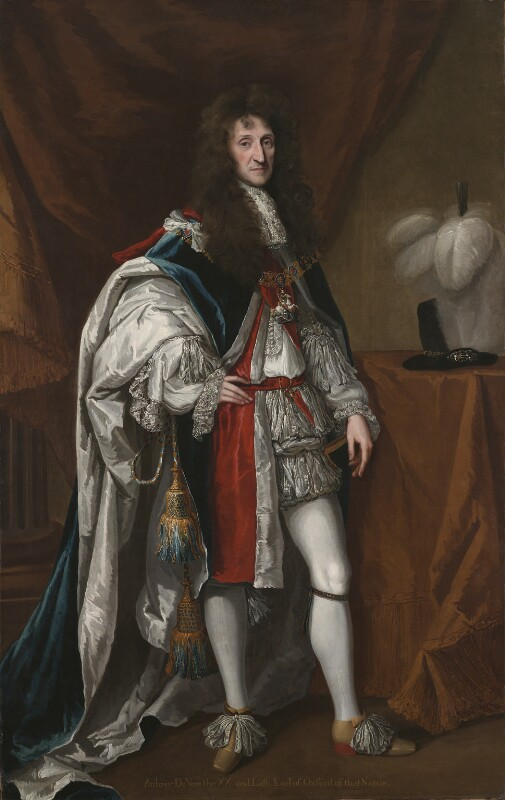
ゴドフリー・ネラーによる肖像画、1690年ごろ。

第20代オックスフォード伯爵オーブリー・ド・ヴィアー（英: Aubrey de Vere, 20th Earl of Oxford KG PC、1627年2月28日 – 1703年3月12日）は、イングランド貴族。清教徒革命では王党派の一員として一時ロンドン塔に投獄され、第二次英蘭戦争でエセックス州の海岸防衛に尽力した。ジェームズ2世の政策を支持せず、エセックス統監などの官職を解任されたが、名誉革命でオラニエ公ウィレムを支持して官職に復帰した。最晩年に貴族院議長を務めた。ド・ヴィアー家最後のオックスフォード伯爵であり、その死後に伯爵位の状況について議論が起こったが、20世紀半ばには廃絶したものとして扱われた。

## 生涯
第19代オックスフォード伯爵ロバート・ド・ヴィアーと妻ベアトリス（1650年代没、シエルク・ファン・ヘンメマの娘）の息子として、1627年2月28日にロンドンで生まれた。父が八十年戦争におけるマーストリヒト包囲戦に参戦して、1632年8月7日に戦死すると、オックスフォード伯爵位を継承した。その後の幼少期はフリースラントにいる母の家族に育てられ、1644年までにネーデルラント連邦共和国のイングランド人連隊に入隊し、1648年のヴェストファーレン条約締結まで戦った。1646年12月10日にイングランド人連隊の隊長に昇進した。父の遺産は少なかったが、1647年に裕福な相続人と結婚して財政難を脱した。
1651年4月に自身が率いる連隊の副隊長ロバート・シドニー閣下（Hon. Robert Sidney、第2代レスター伯爵ロバート・シドニーの息子）と喧嘩して、フランドル地方で決闘することになったが、この決闘は友人に止められた。同年に長期議会がオックスフォード伯爵の財産没収を命じ、1654年6月20日には護国卿オリバー・クロムウェルに対する陰謀の疑いにより、ロンドン塔に投獄された。ただし、裁判にかけられることはなく、すぐに釈放された。1656年9月にチャールズ2世のイングランド上陸が計画されたときは指揮官の人選の1人であり、1657年に王党派がロンドン占領を計画したときもウォラー氏（Mr. Waller）の偽名で指揮官に選ばれた。そして、オックスフォード伯爵は1659年8月15日にブース蜂起に関与した疑いを掛けられて再びロンドン塔に投獄され、9月29日に釈放された。この投獄中の9月14日に妻が亡くなった。
釈放後しばらくロンドンに留まったのち、1660年4月27日に貴族院議員に就任、5月3日にデン・ハーグでチャールズ2世に帰国請願を出す貴族6名のうちの1名に選ばれ、チャールズ2世は帰国とともに6月1日にガーター勲章をオックスフォード伯爵に授与した。チャールズ2世はさらにオックスフォード伯爵を南トレント巡回裁判官（1660年6月12日）、エセックス統監（1660年8月）に任命し、伯爵はオックスフォード伯爵家の世襲職だった式部卿を求めたが、チャールズ2世は1661年5月9日に第2代リンジー伯爵モンタギュー・バーティーを任命した。オックスフォード伯爵は1661年1月26日に歩兵連隊隊長に任命され、この連隊は「オックスフォード・ブルーズ」（Oxford Blues、伯爵の死後は単に「ブルーズ」）と呼ばれた。歩兵連隊隊長としてトマス・ヴェンナー率いる第五王国派蜂起の鎮圧にかかわった。1661年4月23日のチャールズ2世戴冠式では宝剣持ちを務めた。
第二次英蘭戦争ではエセックス統監としてエセックス州へのオランダ軍上陸に備えて防衛の用意をし、1667年7月28日には南部担当国務大臣の初代アーリントン男爵ヘンリー・ベネットに増援の必要性を説いた。1670年1月5日にイングランド枢密院の枢密顧問官に任命された。この時期にはコート派の1人であり、1677年に審査法の可決に抗議した。
1673年1月に5,000ポンドの褒賞と2,000ポンドの年金を代償に南トレント巡回裁判官をモンマス公爵に譲り、1679年4月20日には枢密顧問官に再任されなかった。1678年に寝室侍従（Gentleman of the Bedchamber）に任命され、1680年7月12日にフランス王への特命公使としてカレーに派遣された。1681年1月26日に再び枢密顧問官に任命された。
1685年にジェームズ2世が即位すると、オックスフォード伯爵は寝室侍従を退任したが、ジェームズ2世は年金の支払を続けた。オックスフォード伯爵はジェームズ2世の即位を支持したが、ジェームズ2世が親カトリックの姿勢を見せ、オックスフォード伯爵にエセックス統監としてカトリック刑罰法と審査法廃止に向けて影響力を発揮するよう命じると、オックスフォード伯爵は拒否、歩兵連隊隊長（1688年2月4日）からもエセックス統監（1688年2月）からも解任された。ただし、前者は1688年12月17日に、後者は1688年10月に復帰した。
名誉革命でオラニエ公ウィレム（のちの国王ウィリアム3世）を支持して、1688年12月5日にソールズベリーでウィリアム3世と合流した。12月8日にウィリアム3世とジェームズ2世それぞれの代表がハンガーフォードで会談したとき、オックスフォード伯爵はウィリアム3世の代表の1人だった。1689年2月14日、ウィリアム3世により枢密顧問官に任命された。またウィリアム3世戴冠式で宝剣持ちを務めた。以降ウィリアム3世ではホイッグ党貴族の1人として行動し、1701年に弾劾された初代サマーズ男爵ジョン・サマーズを擁護した。
1700年8月1日から1701年9月18日まで貴族院議長を務めた。1702年3月18日にアン女王により枢密顧問官に任命され、同年のアン女王戴冠式で宝剣持ちを務めた。
1703年3月12日にダウニング街の自宅で死去、22日にウェストミンスター寺院に埋葬された。息子チャールズが夭折したため、20代伯爵の死に伴い8世代前の先祖にあたる第10代オックスフォード伯爵オーブリー・ド・ヴィアーの男系男子が断絶した。オックスフォード伯爵位は1703年当時、廃絶したか、はたまた休止となったかが不明瞭であり、1711年にロバート・ハーレーがオックスフォード＝モーティマー伯爵に叙されたときはハーレー自身すら異議を唱えられることを憂慮した。『完全貴族要覧』第2版第10巻（1945年）によれば、1703年当時ならばともかく、そこから242年後の1945年にもなると、オックスフォード伯爵位は廃絶したと断言できるという。

## 家族
1647年6月18日、アン・ベイニング（Anne Bayning、1637年5月1日 – 1659年9月14日、第2代ベイニング子爵ポール・ベイニングの娘）と結婚した。アンは結婚時点でわずか10歳だったが、エセックス、サフォーク、グロスター、ケント、サリー、ハートフォードの合計6州に領地があり、ロンドンにも土地を所有した。
アンの死後、オックスフォード伯爵は一時再婚せず、女優ヘスター・デイヴェンポートを愛人とし、庶子を1人をもうけた。
- オーブリー（1664年4月17日 – 1708年6月4日埋葬[1]） - オックスフォード伯爵を自称[3]

ヘスターはオックスフォード伯爵と結婚したと主張し、伯爵の死後に「オックスフォード伯爵未亡人」（Countess Dowager of Oxford）を自称した。

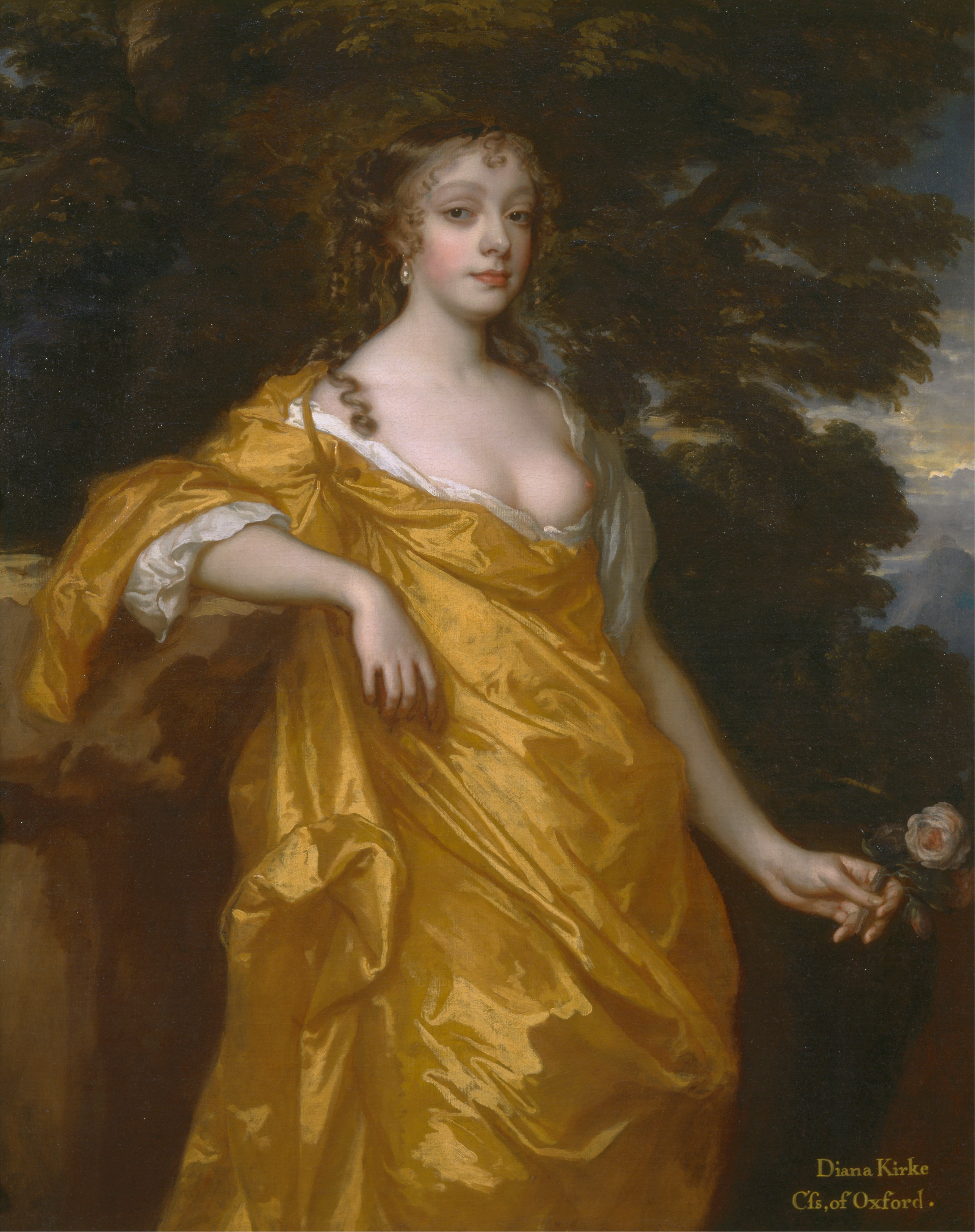
オックスフォード伯爵夫人ダイアナの肖像画。ピーター・レリー画、1665年ごろ。

1673年1月1日にダイアナ・カーク（Diana Kirke、1719年4月7日没、ジョージ・カークの娘）と再婚、1男4女をもうけた。
- シャーロット（おそらく1674年10月没） - 夭折[1]
- チャールズ - 夭折[1]
- ダイアナ（英語版）（1742年1月15日没） - 1694年4月17日、初代セント・オールバンズ公爵チャールズ・ボークラークと結婚、子供あり[4]
- メアリー（1681年ごろ – 1725年8月1日） - 生涯未婚[1]
- ヘンリエッタ（1682年ごろ – 1730年9月22日） - 生涯未婚[1]

ダイアナは1719年4月16日に夫と同じくウェストミンスター寺院に埋葬された。